# 1146

## Догађаји
- 31. март – Бернард од Клервоа, по налогу папе Евгенија III, проповеда Други крсташки рат у Везелеу, у Бургундији. Француски краљ Луј VII и његова супруга, краљица Елеонора од Аквитаније, узимају крст. У понављању догађаја из 1096. године, крсташи нападају и масакрирају јеврејске заједнице дуж реке Рајне. Охрабрен својим успехом, Бернард предузима турнеју по Бургундији, Лорени и Фландрији – проповедајући крсташки рат успут.
- Владислав II (Прогнани), високи војвода Пољске, трпи пораз од коалиционих снага под вођством свог брата Болеслава IV (Кудравог). Владислав и његова породица беже преко границе у Бохемију, а касније траже уточиште у Немачкој. Болеслав заузима Шлезију и Сениорске територије и постаје нови владар Велике Пољске.
- Ђеновска република напада Балеарска острва која су била под муслиманском контролом. Република Пиза званично протестује – сматрајући острва својима. Ђеновљани затим настављају опсаду Алмерије, али безуспешно. Ђеновска република постиже трговачки споразум са Рамоном Беренгером IV, грофом од Барселоне, дајући привилегије трговцима обе нације у каталонским и лигурским лукама.
- 25. децембар – Сабор у Шпајеру: Краљ Конрад III узима крст и обезбеђује избор свог десетогодишњег сина Хенрија за наследника у Немачкој.
- Јесен – Опсада Едесе: Крсташи под вођством Жослена II поново освајају Едесу (Северна Сирија) од Нур ад-Дина, селџучког владара Дамаска. Након што није добио подршку од осталих крсташких држава, Нур ад-Дин изводи контранапад на територију Антиохије, али повлачи своје снаге да би повратио Едесу у новембру.
- Елдигуз, селџучки владар (атабег) Азербејџана, оснива династију Елдигузида и успоставља независну државу унутар Селџучког царства.
- Лето – Краљ Руђер II покреће потпуну инвазију на Северну Африку, отимајући земље од емира Абул-Хасана ел-Хасана ибн Алија у данашњим деловима Алжира, Туниса и Либије – чиме отвара већи део трговачког богатства муслиманског света сицилијанским трговцима. 18. јуна, Ђорђе Антиохијски осваја Триполи и успоставља већу сицилијанску власт.
- Алмохадски калиф Абд ел-Мумин осваја већи део Марока од Алморавида.
- Кишна година узрокује пропаст жетве у Европи; настаје једна од најгорих епидемија глади.
- 1. март – Папа Евгеније III поново издаје булу Quantum praedecessores (видети 1145), проглашавајући Други крсташки рат.

## Смрти
- Всеволод II Кијевски

- Ерик III Дански

- Зенги

- Раул од Домфрона